# 시코르스키 S-97 레이더

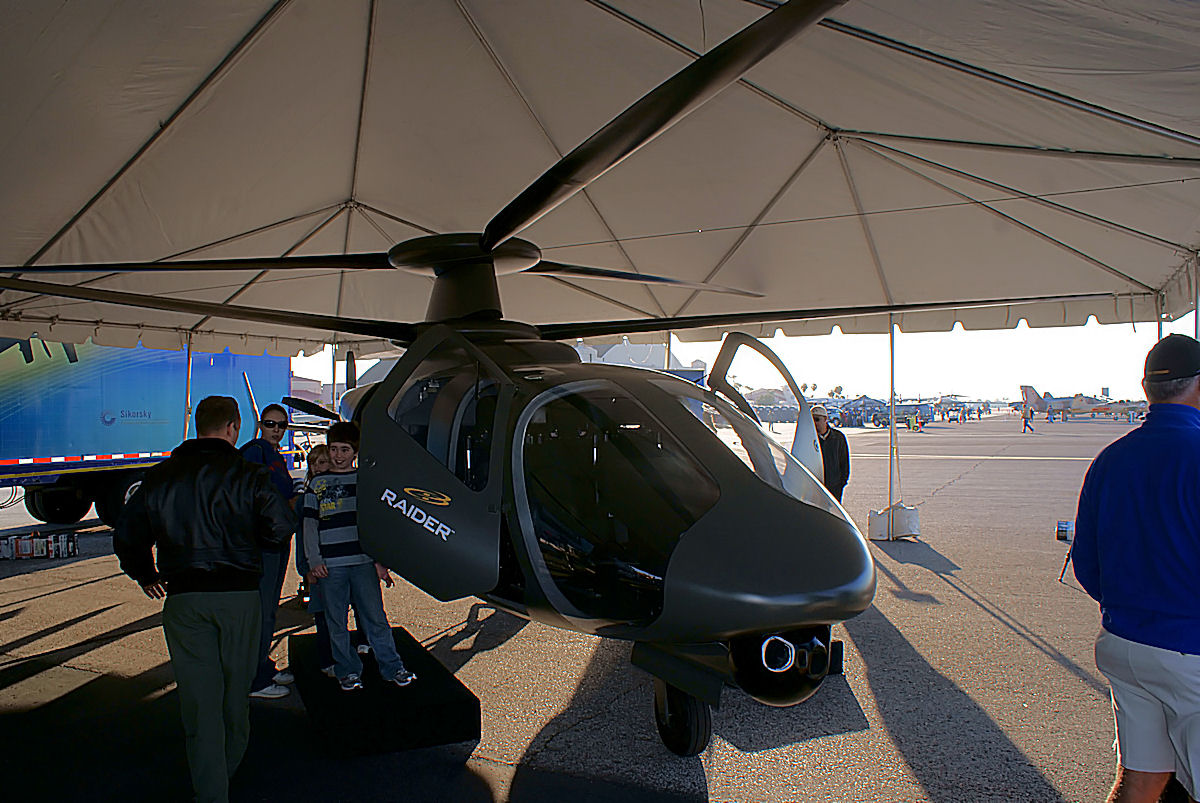
시코르스키 S-97 레이더

시코르스키 S-97 레이더(Sikorsky S-97 Raider)는 미국 시코르스키 항공이 개발한 경공격 헬리콥터이다.

## 차세대 헬기 사업
미국 육군은 UH-60 블랙호크 수송 헬리콥터, AH-64 아파치 공격 헬리콥터를 대체하기 위한 차세대 헬기 사업(en:Future Vertical Lift)을 진행 중이다. 시코르스키는 시코르스키 S-97 레이더와 비슷한 디자인의 SB-1 디파이언트를 제안하고 있다. 시코르스키 S-97 레이더가 단발엔진, 5톤 무게의 6인승인데 비해, SB-1 디파이언트는 쌍발엔진에 더 많은 보병이 탑승한다. 

## 제원
일반 특성
- 승무원: 조종사 0-2명
- 승객: 보병 6명
- 길이: 35 ft (11 m)
- 총중량: 8,945 lb (4,057 kg)
- 최대이륙중량: 11,000 lb (4,990 kg)
- 엔진: 1 × General Electric YT706 , 2,600 shp (1,900 kW)
- 메인 로터 직경: 1 (2 coaxial)× 34 ft (10 m)
- 프로펠러: 6-bladed variable-pitch, clutchable pusher propeller, 7 ft (2.1 m) 직경

성능
- 순항속도: 253 mph; 407 km/h (220 kn), 외부무장 장착시
- 최고속도: 276 mph; 444 km/h (240 kn)
- 거리: 354 mi; 308 nmi (570 km)
- 운용시간: 2시간 40분
- 최대고도: 10,000 ft (3,048 m) at 95 °F (35 °C)

무장
- 기관포: 50구경 기관포, 500발 탄약
- 로켓포: 7연장 로켓 포드